# El Kazovszkij
El Kazovszkij, eredeti nevén Jelena Kazovszkaja (Leningrád, 1948. július 13. – Budapest, 2008. július 21.) orosz származású Kossuth-díjas magyar festőművész, grafikus, díszlet- és jelmeztervező.

## Életpályája
1948. július 13-án született Leningrádban, édesanyja Putolova Irina művészettörténész, édesapja Jefim Kazovszkij fizikus volt. Szülei válását követően 1951 és 1964 között nagyszüleinél élt az Urálban, Nyizsnyij Tagilban. Édesanyja 1955-ben férjhez ment Skoda Lajos magyar építészmérnökhöz, ezután 1964 nyarán Magyarországra költözött.
Középiskolai tanulmányait a Radnóti Miklós Gimnáziumban végezte 1964 és 1968 között. 1968-ban már kapcsolatba került a No.1 csoporttal és többször ki is állított velük. 1970 és 1977 között végezte el a Képzőművészeti Főiskola festő szakát. Mesterei Kádár György és Kokas Ignác voltak. 1976-ban a Fiatal Képzőművészek Stúdiójának és a Művészeti Alapnak, 1978-ban a Képző- és Iparművészek Szövetségének tagja lett.
Festészettel, installációval, performance-szal, díszlettervezéssel foglalkozott, könyvekben, szaklapokban jelentek meg grafikái. Képein titokzatos, jellegzetesen önálló mitológiát teremtett. Állandó jelentéssel bíró motívumokkal dolgozott, motívumait a görög mitológiából, a Távol-Kelet világából és magából az emberi létből merítette.
Transzneműségét (születésekor nőként bejegyzett, a nemi identitása azonban férfi) a nyilvánosság előtt is vállalta.

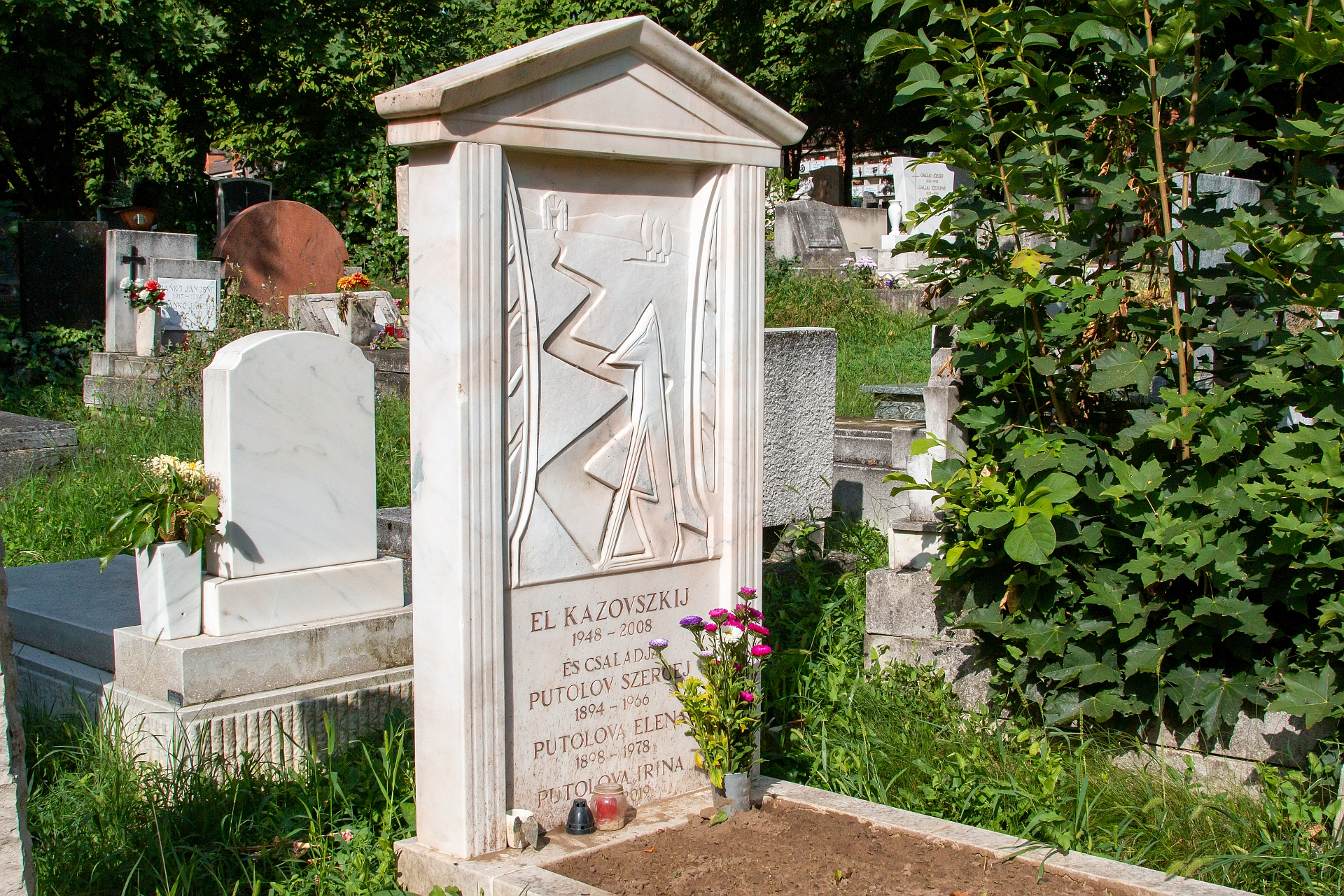
El Kazovszkij sírja. Farkasréti temető (5-1-413). Alkotó: Toronya Laura, 2010

Számos egyéni és csoportos kiállítása volt Magyarországon és külföldön is (a legfontosabbak: Amszterdamban, New Yorkban, Párizsban, Berlinben, Rómában és Szentpéterváron). 2008. július 21-én hunyt el Budapesten, 2008. augusztus 6-án helyezték örök nyugalomra a budapesti Farkasréti temetőben.

## Ars poeticája
Azt vallotta, hogy a művészeti alkotásoknak semmi köze a művész életéhez a közönség olvasatában. A szerző életének ismerete nélkül is meg kell, hogy állja helyét bármely képzőművészeti alkotás. Rendkívüli módon emberközpontú volt az ő művészete, a Dzsan Panoptikum című performansz-sorozatában mintegy tértől és időtől függetlenítve mutatja be az embert. Minden ember önmaga és más(ok) műemléke, tehát minden emberre vonatkozik a műemlékvédelem. A filozófia, az irodalom, a zene, a tánc, a film, az építészet, a szobrászat, a festészet valamennyi eszközét igénybe veszi Dzsan Panoptikumának megteremtésében, egy erősen színes, dekoratív és stilizált világban találjuk magunkat első pillantásra, de ha elgondoljuk, hogy valamennyien egy stilizált világban élünk, szokásokat, hagyományokat követünk, sőt hagyományokat teremtünk magunk is, akkor már közelebb is kerültünk a Dzsan Panoptikum és El Kazovszkij üzenetéhez.

## Művészete
El Kazovszkij Kazimir Szeverinovics Malevics Fehér alapon fekete négyzet c. alkotásából a fekete négyzetet saját terepasztalának tekintette, amelyen festészeti és szobrászati hatású alkotásokat egyaránt megjelenített, amelyekkel sohasem a pillanatot, hanem létünk örökkévalóságát hangsúlyozta.
„Formáinak expresszivitását a merész vertikális tértagolás, a kompozíció erőteljes szerkezete, a határozott kontúrok, az egyértelmű és felfokozott színek intenzív kontrasztjai adják. Kazovszkij kevésbé él a drámai tömörítés eszközével az installációk kötetlenebb szerkesztésében, ezáltal a megjelenítés módja is közvetlenebbé válik.”
Tizenkét képét a székesfehérvári Deák Gyűjteményben őrzik, képeit a kortárs műgyűjtő, Nagy Miklós is gyűjtötte. Jeles közgyűjteményekben őrzik műveit, a budapesti Magyar Nemzeti Galériában, a Kiscelli Múzeumban, képtárakban Szombathelyen, Kecskeméten, Pakson, továbbá a Damjanich János Múzeumban Szolnokon, a Hatvani Galériában, a Szent István Király Múzeumban Székesfehérvárott, a győri Xántus János Múzeumban, a Gelerie Gadens Depeditben Ausztriában, a Muzeum Sztukiban Lengyelországban.

### Dzsan-panoptikumok
- Dzsan–panoptikum I. – 1977. június 1., 21.00, Dózsa György Művelődési Ház, Budapest
- Dzsan–panoptikum II. – 1977. november 25., 19.00, Fiatal Művészek Klubja, Budapest
- Dzsan–panoptikum III. – 1978. március 5., 19.00, Kertészeti Egyetem, Budapest
- Dzsan–panoptikum IV. – 1978., Bercsényi Klub, Budapest
- Dzsan–panoptikum IV.(/b) – 1978. április 5., 19.00, MOM Művelődési Központ, Budapest
- Dzsan–panoptikum V. – 1978. május 16., 18.00, Fészek Művészklub, Budapest
- Dzsan–panoptikum VI–VII. – 1979. május 13., 16.00 és 19.00, Kertészeti Egyetem arborétum és aula, Budapest
- Dzsan–panoptikum VIII. – 1979. augusztus 13., 20.00, ELTE Hordó Klub, Budapest
- Dzsan–panoptikum IX. – 1979. október 26., 19.00, Fiatal Művészek Klubja, Budapest
- Dzsan–panoptikum X. – 1979. november 22., József Attila Tudományegyetem Klubja, Szeged
- Dzsan–panoptikum XI. – 1980. március 19., 20.00, Volán Klub, Szeged
- Dzsan–panoptikum XII. – 1980. május 11. vagy 18., 17.00, Kertészeti Egyetem, Budapest
- Dzsan–panoptikum XV. – 1980. augusztus 24., 18.00, Adonis utca 5. kertje, Budapest
- Dzsan–panoptikum XIX. avagy Arkheszilaosz álma I. – 1983. december 2., 20.00, Fiatal Művészek Klubja, Budapest
- Dzsan–panoptikum XX. avagy Arkheszilaosz álma II. – 1984. július 7., 15.00, Breiterunn, Eisenstadt, Ausztria
- Dzsan–panoptikum XXI. avagy Arkheszilaosz álma III. – 1984. május 7., 20.00, Kossuth Klub, Budapest
- Dzsan–panoptikum XXIV. avagy Arkheszilaosz álma VI. – 1986. március 10., 19.00, Radnóti Színház, Budapest
- Dzsan–panoptikum XXV. avagy Arkheszilaosz álma VI. – 1986. április 25., Fiatal Művészek Klubja, Budapest
- Dzsan–panoptikum XXVII. avagy Arkheszilaosz álma VII. – 1986. december 19., 20.00, Kassák Klub, Budapest
- Dzsan–panoptikum XXIX. avagy Arkheszilaosz álma IX. – 1988. február 5., 22.00, Műcsarnok, Budapest
- Dzsan–panoptikum XXX. avagy Arkheszilaosz álma X. – 1990. február 13., 20.00, Fiatal Művészek Klubja, Budapest
- Dzsan–panoptikum XXXI. avagy Arkheszilaosz álma XI. – 1991. február 26., Fészek Klub Színházterme, Budapest
- Dzsan–panoptikum XXXII. avagy Arkheszilaosz álma XII. – 1992. október 10., 17.00, Merlin Színház, Budapest
- Dzsan–panoptikum XXXV. avagy Arkheszilaosz álma XV. – 1995. március 14., Műcsarnok. Budapest
- Dzsan–panoptikum XXXVI. avagy Arkheszilaosz álma XVI. – 2001. február 12., 19.30, Merlin Színház, Budapest

### Művei (válogatás)
- 1977-1995 Dzsan-panoptikum c. performansz sorozat : I-XXXV.
- 1977 Dzsan-háromszög (tus, papír, 19 x 14 cm; Nagy Miklós magángyűjteményében)
- 1979 Címerek (akvarell, papír, 29 x 19 cm; Nagy Miklós magángyűjteményében)
- 1984 Négyes fogat (vegyes technika, 128 x 171 cm; Kieselbach Galéria, Budapest)
- 1982-1985 Emeletes csendélet III. Installáció (Szent István Király Múzeum, Székesfehérvár)
- 1988 Sivatagi homokozó III. (olaj, vászon, 100 × 130 cm)
- 1989 Iker Vénusz (festmény)
- 1989 Vándorállat a sivatagi homokozóban (festmény)
- 1993 Táj szirénnel (Olaj, karton; 90x90 cm; Kieselbach Galéria, Budapest)
- 1994 Tojástartó Grál III. (akvarell, papír, 48 x 68 cm; Nagy Miklós magángyűjteményében)
- 1993 Janus fej őrangyallal I. (tempera, papír, 70 x 50 cm; Nagy Miklós magángyűjteményében)
- 1997 Két domb között (Kék Vénusz) (festmény)
- 2004 Libikókák I. (akvarell, papír, 50 x 70 cm; Nagy Miklós magángyűjteményében)
- 2004 Libikókák II. (akvarell, papír, 50 x 70 cm; Nagy Miklós magángyűjteményében)
- Domokos József Késhegyen c. verskötetét grafikákkal illusztrálta El Kazovszkij.[8]
- (Év nélkül) Három grácia (festmény)

### Jelmeztervei (válogatás)
- 1981 Goldoni: Nyári kalandozások, Kisfaludy Színház, Győr
- 1981 Bohumil Hrabal: Bambini di Praga, Kisfaludy Színház, Győr
- 1983 Beaumarchais: Figaro házassága, Szigligeti Színház, Szolnok (díszlet is)
- 1983 Mészöly Miklós: Hová mész? Szigligeti Színház, Szolnok (díszlet is)
- 1984 John Ford: Kár, hogy kurva, Katona József Színház, Budapest
- 1984 Veszedelmes viszonyok Pesti Színház díszlettervező is
- 1985 Howard Aschman: Rémségek kicsiny boltja, Pesti Színház, Budapest
- 1986 Vörösmarty Mihály: Csongor és Tünde, Gárdonyi Színház, Eger
- 1993 Bertolt Brecht: Városok sűrűjében, József Attila Színház Pinceszínháza, Budapest

## Társasági tagság
- Magyar Képzőművészek és Iparművészek Szövetsége Festő Szakosztály

## Kötetei
- Knyiga Dzsana; Tri kvadrata, Moszkva, 2011
- Homokszökőkút. Versek; vál., utószó Margócsy István; Magvető, Bp., 2011
- Látáscsapda. Beszélgetések El Kazovszkijjal; szerk. Cserjés Katalin, Uhl Gabriella, jegyz. Siklós Péter; Magvető, Bp., 2012
- Obman zrenyija. Razgovori sz Elom Kazovszkim (Látáscsapda. Beszélgetések El Kazovszkijjal); oroszra ford. Okszana Jakimenko; Izd. Ivana Limbaha, Szentpétervár, 2017

## Díjai (válogatás)
- Derkovits Gyula képzőművészeti ösztöndíj (1980-83)
- Smohay Alapítvány ösztöndíja (1984)
- International Triennial of the Stage Design díja Újvidék (1984)
- 17. Salgótarjáni Tavaszi Tárlat 1. díja (1989)
- Munkácsy Mihály-díj (1989)
- MAOE[9] festészeti fődíja (2000)
- Kossuth-díj (2002)

## Emlékezete
- 2011 • TESTTEXTÚRÁK – Magánmitológiák és testkultusz az európai művészetben, Hommage a El Kazovszkij – Fehér Zoltán, Kecskés Péter, Szotyory László kiállítása, Bartók '32 Galéria
- 2015. november 6 – 2016. február 14. • El Kazovszkij műveinek kiállítása a Magyar Nemzeti Galériában az El Kazovszkij Alapítvány együttműködésével. A kiállítás kurátorai: Jerger Krisztina, Rényi András, Százados László.[10]